# 宇都宮貨運站
宇都宮貨運站（日语：／ Utsunomiya-Kamotsu-Taaminaru eki */?）是一由日本貨物鐵道（JR貨物）所經營的貨運專用鐵路車站，位於日本栃木縣河內郡上三川町大字多功字上之原（上の原）2970號，是JR東北本線（宇都宮線）沿線的車站。位於栃木縣正中央的宇都宮貨運站是整個北關東地區鐵路物流系統的中心車站，除此之外，本站也是羽生線外貨運站與矢板線外貨運站所收發貨物的中繼車站。

## 通過路線
- 東日本旅客鐵道（JR東日本）
  - 宇都宮線（東北本線）

## 外部連結
- （日語）宇都宮貨運站（JR貨物）